# Sophora macrocarpa
El mayú, mayu o mayo (Sophora macrocarpa) es un arbusto perennifolio de la familia de las fabáceas, endémico del centro-sur de Chile.

## Descripción
Es un arbusto de unos 3 metros de alto, multicaulinar, posee hojas perenne, compuestas e imparipinadas de 6 a 15 cm, con 12 a 25 folíolos, normalmente elípticos u ovalados de 15 a 30 mm de largo, con tomento blanquecino por el envés, presenta estipulas. Flores zigomorfas, de color amarillo, con estandarte más largo que quilla y alas,  de pedúnculos largos, sobre racimos cortos (de hasta 10 cm). Su fruto  es una legumbre aterciopelada, fuertemente estrangulada entre cada septo, la cual contiene de 1 a 6 semillas, de color café o amarillo oscuro, de forma esférica y superficie irregular de 8 a 12 mm de diámetro.

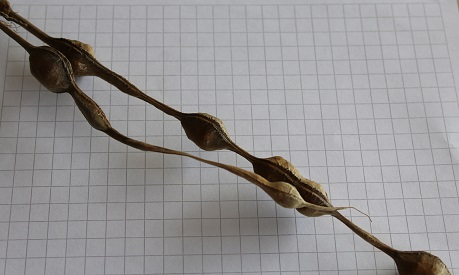

Sus hojas, flores y frutos son muy semejantes a aquellos del pelú (Sophora cassioides), pero de mayor tamaño. Se considera que entre ambas especies puede producirse hibridación. 
En un estudio fenético en que se compararon los patrones de flavonoides de S. macrocarpa, S. cassioides y los dos representantes del género en el archipiélago de Juan Fernández, se encontró que la primera especie difiere de forma apreciable de las otras tres en este aspecto.

## Hábitat y distribución
Crece entre la Región de Valparaíso y la de la Araucanía, en sectores abiertos o como parte del sotobosque.
Al ser una especie que tiene simbiosis con bacterias fijadoras de nitrógeno, podría tener un rol relevante en la fijación de nitrógeno atmosférico en el suelo de un bosque de Nothofagus glauca luego de que este elemento se pierda a causa de un incendio forestal.

## Usos
Tiene uso ornamental por el aspecto y cantidad de sus flores. también se le ocupa para recuperar suelos degradados.

## Reproducción
Se reproduce por semilla en otoño-invierno, las cuales deben hidratarse, como la semilla presenta impermeabilidad, esta debe ser rota con medios mecánico o químicos (lija de madera, corte de cutícula con cortauñas, sumergirlas en ácido débil por 30 minutos, inmersión en agua caliente a 80 grados por 5 minutos). una vez hidratada, la semilla aumenta de volumen y puede ser sembrada. 